# 1. ФК Унион (Берлин)
1. ФК Унион Берлин (на немски: 1. FC Union Berlin) е футболен клуб от берлинския квартал Кьопеник, район Трепто-Кьопеник. Основан е през 1966 г. на основата на съществуващия от 1906 г. Олимпия Обершьоневайде. Заедно с Херта Берлин той е най-известният футболен отбор от столицата на Германия и за много футболни запалянковци има култов статус поради представянията си в първенството на бившата ГДР. Унион Берлин има най-голямата членска маса от всички други клубове от Германската демократична република. Домакинските си срещи играе на най-големия чисто футболен стадион в Берлин Щадион Ан дер Алтен Фьорстерай (в первод Стадион на старото лесничейство). През сезон 2008/09 тимът играе в новосформираната Трета лига на Германия и завършва първенството като победител, с което постига и класиране във Втора Бундеслига. Химнът на Унион е песента на Нина Хаген „Железен съюз“ (Eisern Union).

## История
Основани като „Олимпия“ в резултат на сливането на три футболни организации. Тимът не участва в големи турнири, състезава се в младежки. Има ролята на захранващ германските гиганти във футбола. През 1909 година „Олимпия“ къса всякакви връзки с други организации. Към него са включени още няколко аматьорски отбора и в резултат на поредните сливания в Берлин се появява нов отделен клуб, който получава името „Унион“, превод от немски „Съюз“. От този момуент организацията става независима от други асоциации и започва самостоятелно да участва в немското първенство.

## Треньори
От 1998 до 2002 г. начело на отбора е българският треньор Георги Василев.

## Срещи с български отбори
„Унион“ се е срещал с български отбори в официални и приятелски срещи.

### „Лудогорец“
С „Лудогорец“ се е срещал един път в приятелски мач. Той се играе на 25 януари 2015 г. край испанския град Малага и завършва 1 – 0 за „Унион“.

## Български футболисти
- Мюмюн Кашмер: 1991 - (10 мача - 1 гол)
- Ивайло Андонов: 1999-2000 (28 мача - 7 гола)
- Адалберт Зафиров: 1999-2001 (40 мача - 3 гола)
- Христо Коилов: 1999-2003 (110 мача - 10 гола)
- Костадин Видолов: 2001-2003 (74 мача - 17 гола)
- Любомир Генчев: 2008 (2 мача - 0 гола)